# Coppa KOVO 2013 (maschile)
La Coppa KOVO 2013, 8ª edizione della coppa di lega sudcoreana di pallavolo maschile, si è svolta dal 20 al 28 luglio 2013: al torneo hanno partecipato 6 squadre di club sudcoreane e la vittoria finale è andata per la quarta volta agli Hyundai Skywalkers.

## Regolamento

### Formula
La competizione prevede due fasi, quella preliminare e quella finale:
- Nella fase preliminare le sei squadre provenienti dalla V-League vengono divise in due gironi da tre squadre, al termine dei quali le prime due classificate di ciascun girone si qualificano alla fase finale;
- Nella fase finale le formazioni qualificate si sfidano in incontri di semifinale e finale in gara unica, con gli accoppiamenti basati sul posizionamento nella fase preliminare.

### Criteri di classifica
L'ordine del posizionamento in classifica è stato definito in base a:
- Numero di partite vinte;
- Ratio dei punti realizzati/subiti;
- Ratio dei set vinti/persi.

## Squadre partecipanti
| Girone A           | Girone B           |
| ------------------ | ------------------ |
| KEPCO Vixtorm      | Hyundai Skywalkers |
| LIG Greaters       | Korean Air Jumbos  |
| Woori Card Dream 6 | Samsung Bluefangs  |

## Torneo

### Fase a gironi

#### Gruppo A

##### Risultati
| 20 luglio 2013 Ansan Sangroksu Gymnasium, Ansan Durata: 2h:21 - Spettatori: 2 516 | LIG Greaters       | 3 - 2 | Woori Card Dream 6 | 25-22, 31-33, 25-21, 20-25, 16-14 |
| 22 luglio 2013 Ansan Sangroksu Gymnasium, Ansan Durata: 2h:07 - Spettatori: 1 496 | Woori Card Dream 6 | 2 - 3 | KEPCO Vixtorm      | 25-23, 17-25, 25-21, 27-29, 15-11 |
| 24 luglio 2013 Ansan Sangroksu Gymnasium, Ansan Durata: 1h:17 - Spettatori: 1 835 | KEPCO Vixtorm      | 0 - 3 | LIG Greaters       | 22-25, 19-25, 22-25               |

##### Classifica
| Pos. | Squadra            | G | V | P | SV | SP | Ratio | PF  | PS  | Ratio |
| ---- | ------------------ | - | - | - | -- | -- | ----- | --- | --- | ----- |
| 1    | LIG Greaters       | 2 | 2 | 0 | 6  | 2  | 3,000 | 192 | 178 | 1,078 |
| 2    | Woori Card Dream 6 | 2 | 1 | 1 | 5  | 5  | 1,000 | 224 | 226 | 0,991 |
| 3    | KEPCO Vixtorm      | 2 | 0 | 2 | 2  | 6  | 0,333 | 172 | 184 | 0,934 |

#### Gruppo B

##### Risultati
| 21 luglio 2013 Ansan Sangroksu Gymnasium, Ansan Durata: 1h:52 - Spettatori: 2 968 | Samsung Bluefangs  | 1 - 3 | Korean Air Jumbos  | 22-25, 23-25, 25-16, 23-25        |
| 23 luglio 2013 Ansan Sangroksu Gymnasium, Ansan Durata: 1h:58 - Spettatori: 2 293 | Korean Air Jumbos  | 3 - 2 | Hyundai Skywalkers | 25-16, 21-25, 25-23, 20-25, 15-10 |
| 25 luglio 2013 Ansan Sangroksu Gymnasium, Ansan Durata: 1h:54 - Spettatori: 2 756 | Hyundai Skywalkers | 3 - 1 | Samsung Bluefangs  | 22-25, 30-28, 25-21, 25-19        |

##### Classifica
| Pos. | Squadra            | G | V | P | SV | SP | Ratio | PF  | PS  | Ratio |
| ---- | ------------------ | - | - | - | -- | -- | ----- | --- | --- | ----- |
| 1    | Korean Air Jumbos  | 2 | 2 | 0 | 6  | 3  | 2,000 | 197 | 192 | 1,026 |
| 2    | Hyundai Skywalkers | 2 | 1 | 1 | 5  | 4  | 1,250 | 201 | 199 | 1,010 |
| 3    | Samsung Bluefangs  | 2 | 0 | 2 | 2  | 6  | 0,333 | 186 | 193 | 0,963 |

### Fase finale
|  | Semifinali         | Semifinali |                    |                    | Finale | Finale |  |
|  |                    |            |                    |                    |        |        |  |
|  | LIG Greaters       | 0          |                    |                    |        |        |  |
|  | LIG Greaters       | 0          |                    |                    |        |        |  |
|  | Hyundai Skywalkers | 3          |                    |                    |        |        |  |
|  | Hyundai Skywalkers | 3          |                    | Hyundai Skywalkers | 3      |        |  |
|  |                    |            |                    | Hyundai Skywalkers | 3      |        |  |
|  |                    |            | Woori Card Dream 6 | 1                  |        |        |  |
|  | Korean Air Jumbos  | 1          | Woori Card Dream 6 | 1                  |        |        |  |
|  | Korean Air Jumbos  | 1          |                    |                    |        |        |  |
|  | Woori Card Dream 6 | 3          |                    |                    |        |        |  |

#### Semifinali
| 26 luglio 2013 Ansan Sangroksu Gymnasium, Ansan Durata: 1h:24 - Spettatori: 2 025 | LIG Greaters      | 0 - 3 | Hyundai Skywalkers | 25-27, 24-26, 20-25        |
| 27 luglio 2013 Ansan Sangroksu Gymnasium, Ansan Durata: 1h:55 - Spettatori: 3 085 | Korean Air Jumbos | 1 - 3 | Woori Card Dream 6 | 22-25, 18-25, 25-23, 26-28 |

#### Finale
| 28 luglio 2013 Ansan Sangroksu Gymnasium, Ansan Durata: 1h:50 - Spettatori: 3 239 | Hyundai Skywalkers | 3 - 1 | Woori Card Dream 6 | 24-26, 25-22, 25-23, 25-18 |

## Premi individuali
| Premio                 | Giocatore    | Squadra            |
| ---------------------- | ------------ | ------------------ |
| MVP                    | Song Jun-ho  | Hyundai Skywalkers |
| Most Impressive Player | An Jung-chan | Woori Card Dream 6 |